# Campionati mondiali di sci alpino 1968
I Campionati mondiali di sci alpino 1968, 20ª edizione della manifestazione organizzata dalla Federazione internazionale sci, si svolsero in Francia dal 9 al 17 febbraio nel contesto delle competizioni di sci alpino ai X Giochi olimpici invernali di Grenoble 1968: le gare olimpiche di discesa libera, slalom gigante e slalom speciale assegnarono anche i titoli iridati, mentre i titoli di combinata ebbero solo validità ai fini dei Mondiali. Tutte la gare furono sia maschili sia femminili.

## Organizzazione e impianti
Le gare si disputarono sulle piste di Chamrousse/Le Recoin.

## Risultati

### Uomini

#### Discesa libera
| Pos. | Atleta               | Nazione        | Tempo   |
| ---- | -------------------- | -------------- | ------- |
| 1    | Jean-Claude Killy    | Francia        | 1:59,85 |
| 2    | Guy Périllat         | Francia        | 1:59,93 |
| 3    | Jean-Daniel Dätwyler | Svizzera       | 2:00,32 |
| 4    | Heini Messner        | Austria        | 2:01,03 |
| 5    | Karl Schranz         | Austria        | 2:01,89 |
| 6    | Ivo Mahlknecht       | Italia         | 2:02,00 |
| 7    | Gerhard Prinzing     | Germania Ovest | 2:02,10 |
| 8    | Bernard Orcel        | Francia        | 2:02,22 |
| 9    | Gerhard Nenning      | Austria        | 2:02,31 |
| 10   | Edmund Bruggmann     | Svizzera       | 2:02,36 |

#### Slalom gigante
| Pos. | Atleta            | Nazione     | Tempo   |
| ---- | ----------------- | ----------- | ------- |
| 1    | Jean-Claude Killy | Francia     | 3:29,28 |
| 2    | Willy Favre       | Svizzera    | 3:31,50 |
| 3    | Heini Messner     | Austria     | 3:31,83 |
| 4    | Guy Périllat      | Francia     | 3:32,06 |
| 5    | Billy Kidd        | Stati Uniti | 3:32,37 |
| 6    | Karl Schranz      | Austria     | 3:33,08 |
| 7    | Dumeng Giovanoli  | Svizzera    | 3:33,55 |
| 8    | Gerhard Nenning   | Austria     | 3:33,61 |
| 9    | Georges Mauduit   | Francia     | 3:33,78 |
| 10   | Jimmy Heuga       | Stati Uniti | 3:33,89 |

#### Slalom speciale
| Pos. | Atleta            | Nazione     | Tempo   |
| ---- | ----------------- | ----------- | ------- |
| 1    | Jean-Claude Killy | Francia     | 1:39,73 |
| 2    | Herbert Huber     | Austria     | 1:39,82 |
| 3    | Alfred Matt       | Austria     | 1:40,09 |
| 4    | Dumeng Giovanoli  | Svizzera    | 1:40,22 |
| 5    | Spider Sabich     | Stati Uniti | 1:40,49 |
| 6    | Andrzej Bachleda  | Polonia     | 1:40,61 |
| 7    | Jimmy Heuga       | Stati Uniti | 1:40,97 |
| 8    | Alain Penz        | Francia     | 1:41,14 |
| 9    | Rick Chaffee      | Stati Uniti | 1:41,19 |
| 10   | Peter Frei        | Svizzera    | 1:41,98 |

#### Combinata
| Pos. | Atleta             | Nazione        | Punti  |
| ---- | ------------------ | -------------- | ------ |
| 1    | Jean-Claude Killy  | Francia        | 0,00   |
| 2    | Dumeng Giovanoli   | Svizzera       | 32,98  |
| 3    | Heini Messner      | Austria        | 38,56  |
| 4    | Andrzej Bachleda   | Polonia        | 54,45  |
| 5    | Ludwig Leitner     | Germania Ovest |        |
| 6    | Rune Lindström     | Svezia         | 66,98  |
| 7    | Ivo Mahlknecht     | Italia         | 74,23  |
| 8    | Jon Terje Øverland | Norvegia       | 87,75  |
| 9    | Bjarne Strand      | Norvegia       | 94,37  |
| 10   | Ulf Ekstam         | Finlandia      | 109,37 |

### Donne

#### Discesa libera
| Pos. | Atleta             | Nazione       | Tempo   |
| ---- | ------------------ | ------------- | ------- |
| 1    | Olga Pall          | Austria       | 1:40,87 |
| 2    | Isabelle Mir       | Francia       | 1:41,33 |
| 3    | Christl Haas       | Austria       | 1:41,41 |
| 4    | Brigitte Seiwald   | Austria       | 1:41,82 |
| 5    | Annie Famose       | Francia       | 1:42,15 |
| 6    | Felicity Field     | Gran Bretagna | 1:42,79 |
| 7    | Fernande Bochatay  | Svizzera      | 1:42,87 |
| 8    | Marielle Goitschel | Francia       | 1:42,95 |
| 9    | Florence Steurer   | Francia       | 1:43,00 |
| 10   | Nancy Greene       | Canada        | 1:43,12 |

#### Slalom gigante
| Pos. | Atleta             | Nazione        | Tempo   |
| ---- | ------------------ | -------------- | ------- |
| 1    | Nancy Greene       | Canada         | 1:51,97 |
| 2    | Annie Famose       | Francia        | 1:54,61 |
| 3    | Fernande Bochatay  | Svizzera       | 1:54,74 |
| 4    | Florence Steurer   | Francia        | 1:54,75 |
| 5    | Olga Pall          | Austria        | 1:55,61 |
| 6    | Isabelle Mir       | Francia        | 1:56,07 |
| 7    | Marielle Goitschel | Francia        | 1:56,09 |
| 8    | Divina Galica      | Gran Bretagna  | 1:56,58 |
| 9    | Gertrud Gabl       | Austria        | 1:56,85 |
| 10   | Burgl Färbinger    | Germania Ovest | 1:57,20 |

#### Slalom speciale
| Pos. | Atleta             | Nazione        | Tempo   |
| ---- | ------------------ | -------------- | ------- |
| 1    | Marielle Goitschel | Francia        | 1:25,86 |
| 2    | Nancy Greene       | Canada         | 1:26,15 |
| 3    | Annie Famose       | Francia        | 1:27,89 |
| 4    | Gina Hathorn       | Gran Bretagna  | 1:27,92 |
| 5    | Isabelle Mir       | Francia        | 1:28,22 |
| 6    | Burgl Färbinger    | Germania Ovest | 1:28,90 |
| 7    | Glorianda Cipolla  | Italia         | 1:29,74 |
| 8    | Bernadette Rauter  | Austria        | 1:30,44 |
| 9    | Olga Pall          | Austria        | 1:31,11 |
| 10   | Christine Laprell  | Germania Ovest | 1:31,25 |

#### Combinata
| Pos. | Atleta             | Nazione        | Punti  |
| ---- | ------------------ | -------------- | ------ |
| 1    | Nancy Greene       | Canada         | 16,31  |
| 2    | Marielle Goitschel | Francia        | 36,00  |
| 3    | Annie Famose       | Francia        | 36,19  |
| 4    | Isabelle Mir       | Francia        | 40,75  |
| 5    | Olga Pall          | Austria        | 52,50  |
| 6    | Burgl Färbinger    | Germania Ovest | 69,16  |
| 7    | Gina Hathorn       | Gran Bretagna  | 81,86  |
| 8    | Annerösli Zryd     | Svizzera       | 82,90  |
| 9    | Felicity Field     | Gran Bretagna  | 103,35 |
| 10   | Christine Laprell  | Germania Ovest | 106,94 |

## Medagliere per nazioni

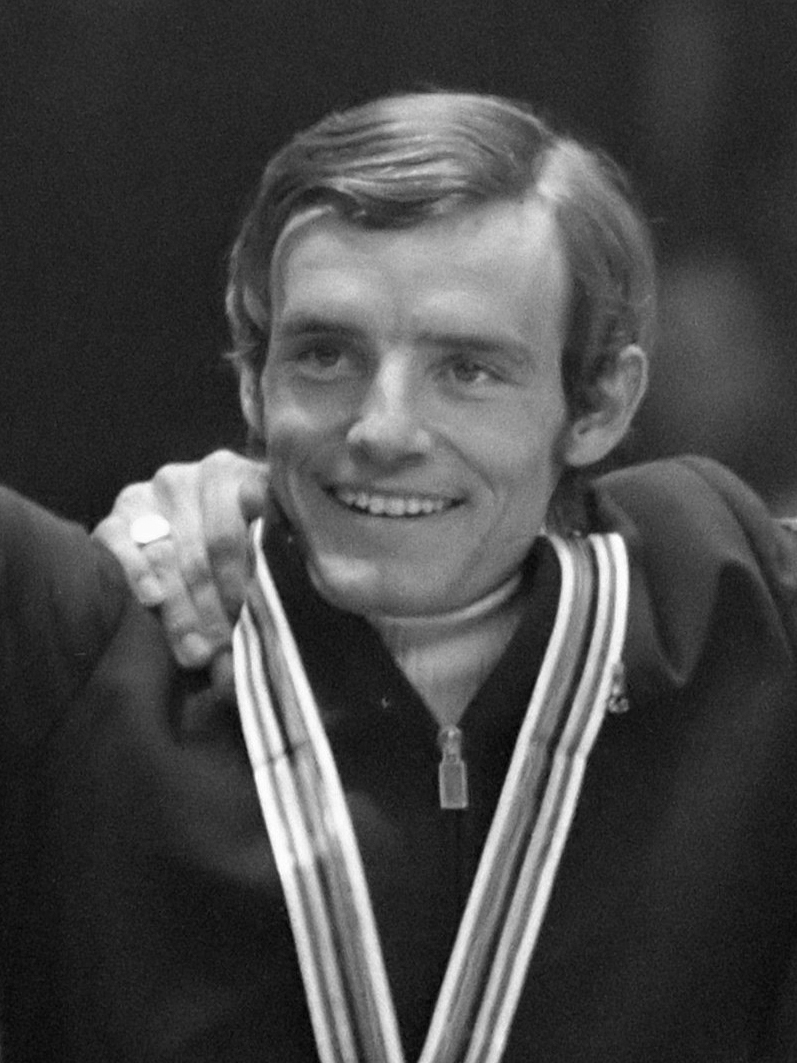
Jean-Claude Killy con la medaglia d'oro vinta nella discesa libera: lo sciatore francese conquistò tutti e quattro i titoli iridati in palio

| Pos. | Nazione  | Oro | Argento | Bronzo | Totale |
| ---- | -------- | --- | ------- | ------ | ------ |
| 1    | Francia  | 5   | 4       | 2      | 11     |
| 2    | Canada   | 2   | 1       | 0      | 3      |
| 3    | Austria  | 1   | 1       | 4      | 6      |
| 4    | Svizzera | 0   | 2       | 2      | 4      |